# Geodia megaster
Espèce
Geodia megaster est une espèce d'éponges de la famille des Geodiidae.

## Taxonomie
L'espèce est décrite en 1926 par le biologiste britannique Maurice Burton (d) sous le nom Geodia (Synops) megaster, devenu simplement Geodia megaster lorsque le sous-genre Synops fut considéré comme invalide,.
L'holotype est prélevé au large de la côte du Natal en Afrique du Sud, dans l'océan Indien à une profondeur de 91 m.

### Publication originale
- (en) Maurice Burton, « Descriptions of South African sponges collected in the South African Marine Survey. Part I. Myxospongida and Astrotetraxonida. Report 4, Special Report », Fisheries Bulletin. Fisheries and Marine Biological Survey Division, Union of South Africa, vol. 9, no 6,‎ 1926, p. 1-29 (lire en ligne)

## Répartition
L'espèce Geodia megaster est présente dans les eaux de l'océan Indien  au large de la côte du Natal en Afrique du Sud.